# Pseudoscada utilla
Pseudoscada utilla är en fjärilsart som beskrevs av William Chapman Hewitson 1856. Pseudoscada utilla ingår i släktet Pseudoscada, och familjen praktfjärilar. Inga underarter finns listade.